# El Parián
El Parián fue un mercado de la Ciudad de México construido en 1688, durante el virreinato. Estaba ubicado en lo que hoy es el Zócalo.
El Parián era el mercado principal donde se comerciaba con las mercancías filipinas traídas al puerto de Acapulco por la Nao de la China. La mayoría de los productos asiáticos eran bienes de lujo y sólo tenían acceso a ellos las familias ricas de la Nueva España. Para la gente común era todo un acontecimiento la llegada de los objetos exóticos que traía la famosa nao y muchas veces iban al Parián sólo para admirar piezas preciosas, como enconchados, lacas, piezas de carey o de plata, arcones, etcétera. 
El 30 de noviembre de 1828 ocurrió el Motín de la Acordada, hechos en los que el mercado del Parián resultó saqueado y dañado. Tras ese hecho, muchos de los comerciantes de artículos lujosos buscaron otros espacios, como la hoy Calle Madero, para dar paso al comercio de artículos menos suntuosos.

## Demolición
Para mediados del siglo XIX el mercado fue motivo de polémica al ser considerado su retiro como parte de una nueva idea estética de la plaza, sobre todo la instalación de un monumento a la Independencia de México, y de la construcción del cercano mercado de El Volador en la contigua Plaza de El Volador.
Luego de una carta que 163 comerciantes publicaron en el periódico El Siglo Diez y Nueve, se inició un debate público entre el gobierno de Antonio López de Santa Anna, quien estaba involucrado en el caso, y los afectados. Fue motivo de disgusto el que se realizara el desalojo entre los comerciantes del mismo y el desalojo apresurado de los mismos del mercado.
El mercado fue demolido entre junio y el  27 de julio de 1843.